# Gabriela Pérez del Solar
Gabriela Lourdes „Gaby“ Pérez del Solar Cuculiza (* 10. Juli 1968 in Ica) ist eine peruanische Volleyballnationalspielerin und Politikerin.

## Volleyballkarriere
Pérez del Solar nahm mit der Peruanischen Nationalmannschaft zweimal in Folge an den Olympischen Spielen teil. Dabei wurde sie als 16-jährige 1984 in Los Angeles Vierte und gewann 1988 in Seoul die Silbermedaille. Die Mittelblockerin belegte bei der WM 1986 in der Tschechoslowakei Platz drei und bei der WM 1990 in China Platz sechs. Außerdem wurde sie viermal Südamerikameisterin und kam bei den Panamerikanischen Spielen zweimal in die Medaillenränge.
Auf Vereinsebene spielte Pérez del Solar in Lima zunächst beim Club de Regatas und im Saisonfinale 1992 bei Alianza, wobei sie hier den nationalen Meistertitel gewann. Ansonsten war sie (bis auf ein Intermezzo von 1997 bis 1999 in Japan bei Ito Yokado Tokio) bei italienischen Spitzenvereinen tätig: Pallavolo Reggio Calabria, Olimpia Teodora Ravenna, Pallavolo Femminile Matera, Volley Modena, Foppapedretti Bergamo und Vicenza Volley. Dabei gewann sie dreimal die italienische Meisterschaft, zweimal den italienischen Pokal und auf europäischer Ebene jeweils dreimal den Pokal der Landesmeister (Champions League) und den Pokal der Pokalsieger.
Pérez del Solar wurde vielfach als „Wertvollste Spielerin“ (MVP), „Beste Angreiferin“, „Beste Blockspielerin“ etc. ausgezeichnet. 2010 wurde sie in die „Volleyball Hall of Fame“ aufgenommen.

## Politikerin
Pérez del Solar war von 2006 bis 2013 peruanische Kongressabgeordnete.

## Privates
Pérez del Solar ist verheiratet und hat zwei Töchter.